# Aphnaeus ruficaudis
Aphnaeus ruficaudis är en fjärilsart som beskrevs av Embrik Strand 1929. Aphnaeus ruficaudis ingår i släktet Aphnaeus och familjen juvelvingar. Inga underarter finns listade i Catalogue of Life.